# Shunsuke Nakamura
Shunsuke Nakamura (中村 俊輔 Nakamura Shunsuke?, n. 24 iunie 1978, Yokohama, Japonia) este un fotbalist japonez retras din activitate. În prezent este antrenorul lui Yokohama FC. Este cel mai bun jucător asiatic care a evoluat în Scoția, iar pe data de 13 septembrie 2006 a devenit primul fotbalist japonez care a înscris în Liga Campionilor, și al patrulea asiatic, după sud-coreeanul Park Ji-Sung, uzbekistanezul Maxim Șațkih și iranianul Ali Daei. Este de asemenea cunoscut pentru loviturile sale libere. Asteroidul 29986 Shunsuke este numit după el.

## Debutul
Născut în Yokohama, Nakamura joacă fotbal profesionist de la 5 ani. A jucat la echipa locală Misono FC, până când a atras atenția academiei Nissan, la care a ajuns în cele din urmă la vârsta de 12 ani, în 1991. După ce a evoluat 9 ani la Nissan, Nakamura nu a fost promovat la echipa mare și a trebuit să mai urmeze o școală de fotbal, Tōkō Gakuen, în 1994. De aici a ajuns în 1997 la echipa Yokohama F. Marinos din J-League.

## Cariera de club

### Yokohama F. Marinos
La vârsta de 19 ani, Nakamura era pregătit să evolueze pentru echipa locală în prima divizie a Japoniei. Și-a făcut debutul pe 16 aprilie, contra echipei Gamba Osaka. Nakamura a terminat sezonul respectiv cu 5 goluri în 27 de meciuri. În 2000, Nakamura a avut cel mai bun sezon al său la Yokohama, unde a marcat 5 goluri și a reușit să dea 11 asisturi.

### Reggina
După marea dezamăgire de a nu face parte din lotul echipei naționale de fotbal a Japoniei la Campionatul Mondial de Fotbal 2002, Nakamura a reușit să obțină primul său transfer în străinătate, în Serie A la Reggina Calcio, pentru o sumă de aproximativ 3,5 milioane de dolari. Primul său sezon a fost nefericit, fiind accidentat majoritatea timpului și reușind să aibă doar 18 apariții. După 3 sezoane în care clubul său s-a chinuit să nu retrogradeze, Nakamura a decis că era timpul să facă o schimbare.

### Celtic

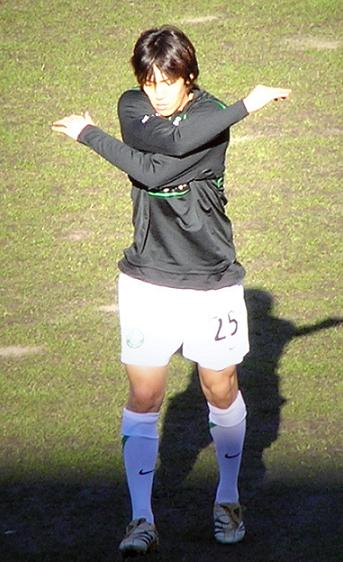
Nakamura antrenându-se cu Celtic

Mai multe cluburi au fost interesate de serviciile lui Nakamura, printre care se numără Atlético Madrid și Deportivo La Coruna din La Liga, dar și Borussia Dortmund și Borussia Mönchengladbach din Bundesliga. Totuși, Nakamura a ales clubul de pe locul 2 din Scoția la acea vreme, Celtic.
Și-a făcut debutul răsunător la Celtic împotriva lui Dundee United pe data de 6 august 2005, fiind ales omul meciului, pentru creativitatea sa și pentru faptul că lucrează bine în condiții stresante, câștigând încrederea suporterilor, coechipierilor și antrenorului Gordon Strachan.
În primul său sezon la Celtic, Nakamura a reușit să câștige primele sale trofee importante, campionatul Scoției și Cupa Scoției. Pe data de 13 septembrie 2006 și-a făcut debutul în Liga Campionilor contra altei echipe din Marea Britanie, Manchester United, un meci în care echipa sa a pierdut cu 3-2, după ce Nakamura a egalat la 2 printr-o lovitură liberă executată perfect. Pe data de 14 octombrie 2006 a reușit să înscrie primul său hattrick contra lui Dundee United, clubul său câștigând cu 4-1, fiind ales omul meciului.
Pe data de 21 noiembrie 2006 a marcat poate cel mai important gol al carierei sale, împotriva aceleiași Manchester United, în aceeași competiție, marcând de la o distanță de aproximativ 28 de metri direct din lovitură liberă, ajutându-și echipa să ajungă în preliminarii pentru prima dată în istoria clubului.
Pe data de 26 decembrie 2006, Nakamura și-a făcut cel mai frumos cadou de Crăciun: a împins mingea în poartă peste portarul lui Dundee United, Derek Stillie, reușind să câștige pentru acest gol titlul de golul sezonului. Survenit în ultimele 20 de minute, a fost golul cu care Celtic a plecat cu un punct de pe Celtic Park, antrenorul său Gordon Strachan, proclamându-l pe Nakamura un „geniu”.
Pe data de 22 aprilie 2007, Celtic a reușit să câștige cel de-al 41-lea titlu, al doilea în rând, după golul înscris de Nakamura în prelungiri din lovitură liberă, scorul final fiind 2-1 pentru echipa sa. A doua zi, Nakamura a fost ales jucătorul anului în Scoția, câștigând de asemenea și titlul de jucătorul favorit al vestiarului și al fanilor.
Pe data de 16 aprilie 2008, Nakamura a marcat primul său gol împotriva rivalilor de la Rangers, fiind primul japonez care a reușit această performanță.
Pe data de 1 iulie, unele surse au declarat că Bologna ar fi interesată de Nakamura. Totuși, el a declarat că vrea să își termine contractul cu Celtic și să-și încheie cariera la clubul cu care a început fotbalul mare, Yokohama F. Marinos.
Pe data de 13 septembrie, Nakamura a reușit performanța de a avea 100 de meciuri în prima ligă din Scoția, într-o victorie cu 4-2 contra lui Motherwell.
Pe data de 28 februarie 2009 a înscris un hattrick contra lui St. Mirren, într-o victorie a echipei sale cu 7-0.

### Espanyol

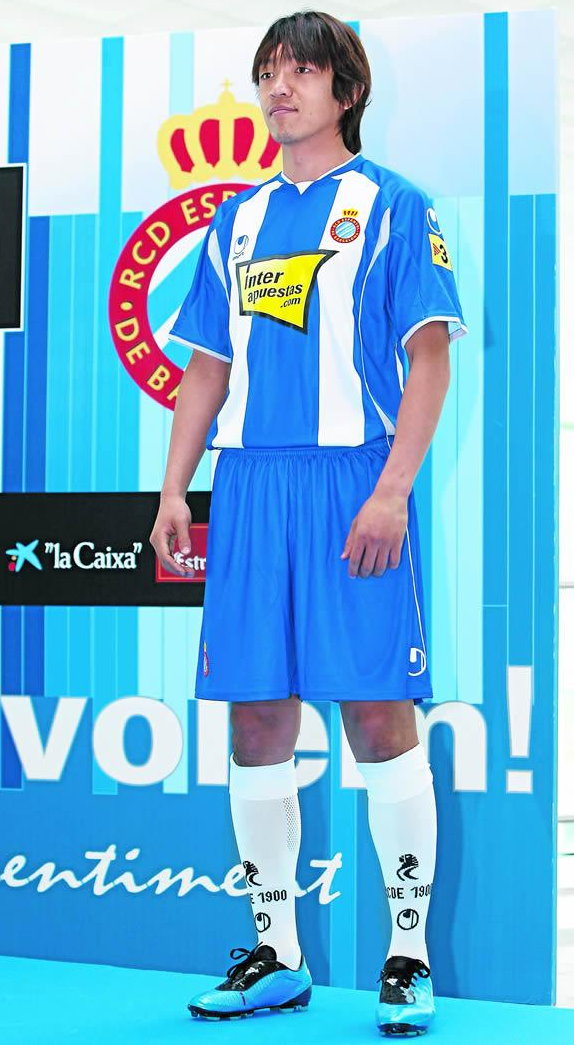
Nakamura la prezentarea oficială la Espanyol

Presa anunțase deja că Nakamura se va întoarce la clubul său natal, Yokohama F. Marinos, când acesta s-a transferat pe data de 22 iunie 2009 la Espanyol din La Liga. Acesta a semnat un contract pe 2 ani însă a părăsit clubul după ce și-a încheiat doar o jumătate din contract, motivul principal fiind că nu prindea decât foarte rar primul unsprezece, fiind mai mult rezervă. Nakamura și-a făcut debutul pentru Espanyol contra lui Athletic Bilbao.

### Întoarcerea la Yokohama
Pe data de 26 februarie, Nakamura s-a întors la echipa din orașul său natal, Yokohama F. Marinos, unde a avut un adevărat impact asupra echipei, marcând un gol la debut și după acea înscriind un hattrick din care un gol a fost din lovitură liberă.

## Echipa națională

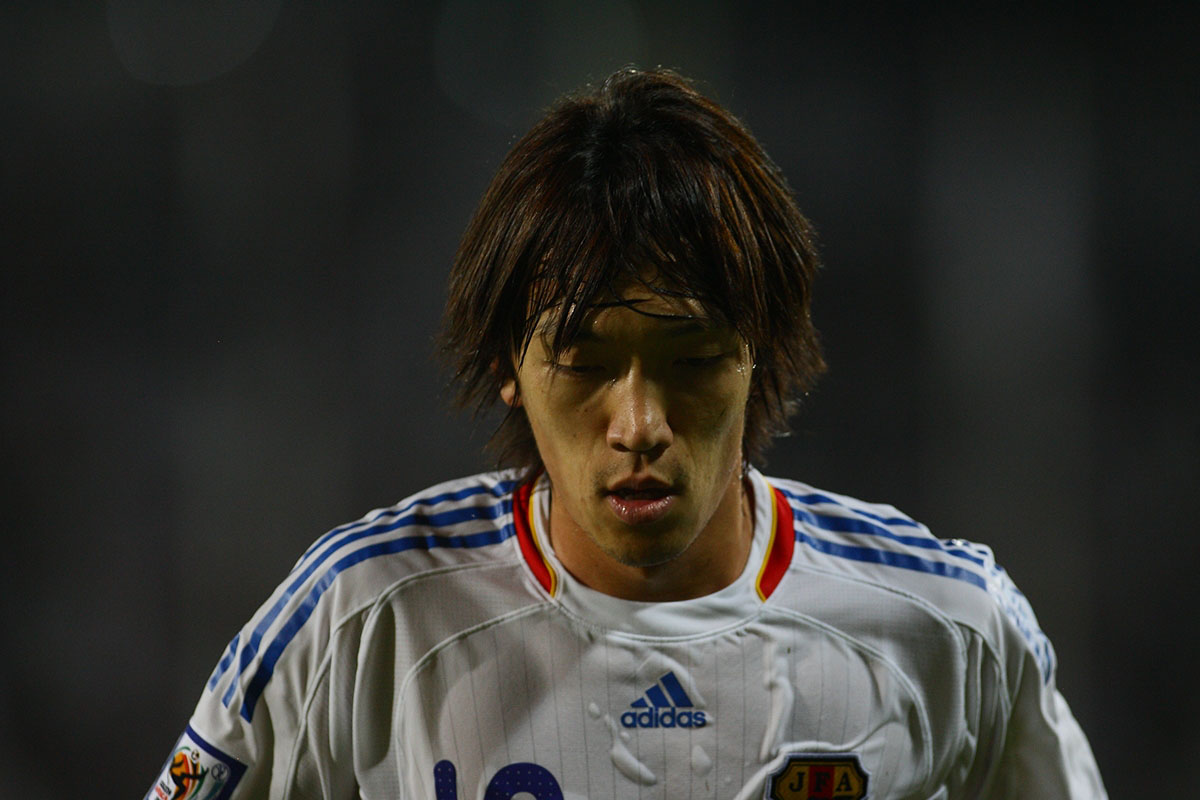
Nakamura evoluând pentru Japonia pentru calificările la CM 2010

### Echipa națională de tineret
Nakamura și-a început cariera pentru echipa națională de fotbal a Japoniei în 1996, fiind singurul jucător din lotul U-19 care venea dintr-o școală de fotbal. A reușit să câștige Campionatul Asiei de Tineret. Anul următor a obținut locul 8 cu echipa sa U-20 în Campionatul Mondial FIFA de juniori.
În 1999, Nakamura a reușit să se califice la JO 2000 din Sydney, unde echipa națională de fotbal a Japoniei a învins tot ce a putut în Asia, la calificări. Nakamura a făcut o combinație letală cu Shinji Ono la mijloc. În Sydney, echipa națională de fotbal a Japoniei a ajuns în sferturile de finală ale competiției.

### Naționala mare
Nakamura și-a făcut prima apariție la echipa de seniori pe data de 13 februarie 2000, în Cupa Asiei, contra echipei naționale de fotbal a statului Singapore. Primul său gol l-a marcat 3 zile mai târziu, în aceeași competiție, împotriva echipei naționale de fotbal a Bruneiului.

## Cariera internațională

### Apariții
| Japonia | Japonia | Japonia |
| An      | Meciuri | Goluri  |
| ------- | ------- | ------- |
| 2000    | 16      | 3       |
| 2001    | 1       | 0       |
| 2002    | 6       | 2       |
| 2003    | 8       | 4       |
| 2004    | 15      | 3       |
| 2005    | 11      | 3       |
| 2006    | 6       | 1       |
| 2007    | 10      | 4       |
| 2008    | 9       | 2       |
| 2009    | 11      | 2       |
| 2010    | 5       | 0       |
| Total   | 98      | 24      |

### Goluri internaționale
Ultimul update: 19 noiembrie 2009
| Gol | Data               | Stadion                             | Oponent               | Scor | Rezultat   | Competiție                     |
| --- | ------------------ | ----------------------------------- | --------------------- | ---- | ---------- | ------------------------------ |
| 1.  | 16 februarie 2000  | Macau, China                        | Brunei                | 9–0  | Victorie   | Cupa Asiei                     |
| 2.  | 11 iunie 2000      | Miyagi, Japonia                     | Slovacia              | 1–1  | Remiză     | Amical                         |
| 3.  | 16 august 2000     | Hiroshima, Japonia                  | Emiratele Arabe Unite | 3–1  | Victorie   | Amical                         |
| 4.  | 2 mai 2002         | Kobe, Japonia                       | Honduras              | 3–3  | Remiză     | Amical                         |
| 5.  | 2 mai 2002         | Kobe, Japonia                       | Honduras              | 3–3  | Remiză     | Amical                         |
| 6.  | 28 martie 2003     | Tokio, Japonia                      | Uruguay               | 2–2  | Remiză     | Amical                         |
| 7.  | 18 iunie 2003      | Paris, Franța                       | Noua Zeelandă         | 3–0  | Victorie   | Cupa Confederațiilor FIFA 2003 |
| 8.  | 18 iunie 2003      | Paris, Franța                       | Noua Zeelandă         | 3–0  | Victorie   | Cupa Confederațiilor FIFA 2003 |
| 9.  | 20 iunie 2003      | Saint-Étienne, Franța               | Franța                | 1–2  | Înfrângere | Cupa Confederațiilor FIFA 2003 |
| 10. | 9 iunie 2004       | Saitama, Japonia                    | India                 | 7–0  | Victorie   | CM 2006                        |
| 11. | 20 iulie 2004      | Chongqing, China                    | Oman                  | 1–0  | Victorie   | Cupa Asiei                     |
| 12. | 24 iulie 2004      | Chongqing, China                    | Thailanda             | 4–1  | Victorie   | Cupa Asiei                     |
| 13. | 22 iunie 2005      | Cologne, Germania                   | Brazilia              | 2–2  | Remiză     | Cupa Confederațiilor FIFA 2005 |
| 14. | 7 septembrie 2005  | Miyagi, Japonia                     | Honduras              | 5–4  | Victorie   | Amical                         |
| 15. | 8 octombrie 2005   | Riga, Letonia                       | Letonia               | 2–2  | Înfrângere | Amical                         |
| 16. | 12 iunie 2006      | Kaiserslautern, Germania            | Australia             | 1–3  | Înfrângere | CM 2006                        |
| 17. | 13 iulie 2007      | Hanoi, Vietnam                      | Emiratele Arabe Unite | 3–1  | Victorie   | Cupa Asiei                     |
| 18. | 16 iulie 2007      | Hanoi, Vietnam                      | Vietnam               | 4–1  | Victorie   | Cupa Asiei                     |
| 19. | 11 septembrie 2007 | Klagenfurt, Austria                 | Elveția               | 4–3  | Victorie   | Amical                         |
| 20. | 11 septembrie 2007 | Klagenfurt, Austria                 | Elveția               | 4–3  | Victorie   | Amical                         |
| 21. | 2 iunie 2008       | Yokohama, Japonia                   | Oman                  | 3–0  | Victorie   | CM 2010                        |
| 22. | 6 septembrie 2008  | Riffa, Bahrain                      | Bahrain               | 3–2  | Victorie   | CM 2010                        |
| 23. | 28 martie 2009     | Saitama, Japonia                    | Bahrain               | 1–0  | Victorie   | CM 2010                        |
| 24. | 18 noiembrie 2009  | Hong Kong Stadium, Hong Kong, China | Hong Kong             | 4–0  | Victorie   | Cupa Asiei                     |

## Trofee

### După cluburi și echipa națională
- J-League: 2000
- Cupa J-League: 2001
- Cupa Asiei: 2000, 2004
- Scottish Premier League: 2005-2006, 2006-2007, 2007-2008
- Scottish Premier League: 2008-2009 (locul 2)
- Cupa Scottish Premier League: 2006, 2009
- Cupa Scoției: 2007

### Individual
- J-League Primul 11 al anului: 1999, 2000
- Cel mai valoros jucător al J-League: 2000
- Jucătorul Japonez al Anului: 2000
- Echipa tuturor starurilor: 2000
- Cupa Confederațiilor FIFA Gheata de Bronz: 2003
- Primul 11 al anului din Cupa Asiei: 2000,  2004
- Cel mai valoros jucător din Cupa Asiei: 2004
- Jucătorul Anului SPFA: 2007
- Jucătorul anului SFWA: 2007
- Golul Sezonului în Scoția: 2007
- Primul 11 al Scoției: 2007
- Jucătorul Lunii în Scoția: februarie 2007
- Jucătorul Anului la Celtic: 2007
- Favoritul Fanilor lui Celtic: 2007

## Câștiguri
- A fost nominalizat la Balonul de Aur 2007

## Viața personală
Nakamura este însurat cu un fost model japonez, din 2004. În același an s-a născut și primul său fiu. Al doilea său fiu s-a născut pe data de 15 ianuarie 2008, la Glasgow, în Scoția. După Evening Times, Nakamura este fan al jocurilor GTA și Gran Turismo. A apărut pe coperta mai multor jocuri Winning Eleven, unele împreună cu fostul său antrenor de la națională, Zico. Sponsorul său curent este Adidas.